# Wünsch Dir was (Lied)
 Wünsch Dir was (das zweite Wort ist im Original in Großbuchstaben geschrieben) ist ein Lied der Band Die Toten Hosen. Es erschien, produziert von Jon Caffery und veröffentlicht über Virgin Schallplatten GmbH, erstmals am 10. Mai 1993 auf dem Album Kauf mich!. Die Musik stammt von Andreas Meurer und den Text schrieb Campino.

## Text
Der Text ist in der Ich-Perspektive verfasst und nach Vers-Refrain-Schema gegliedert. Das Lied leitet der Mosquito Kinderchor der Musikschule in Meerbusch ein, indem er den Refrain a cappella intoniert:
Es kommt die Zeit, oh-ho in der das Wünschen wieder hilft.

Es kommt die Zeit, oh-ho in der das Wünschen wieder hilft.

Oh-ho-ho, in der das Wünschen wieder hilft

Oh-ho-ho, in der das Wünschen wieder hilft

Wünsch Dir was, wünsch Dir was, wünsch Dir was.
Der Text der ersten Strophe mit sechs Zeilen und der anschließenden vierzeiligen Überleitung ist wie ein Glaubensbekenntnis verfasst. Drei der fünf Sätze beginnen mit den Worten „Ich glaube…“. Es geht um den Glauben an die Gerechtigkeit, die Moral, die Unvergänglichkeit und den Glauben an eine höhere Macht, die alles lenkt. Am Ende der Überleitung wird der Text ins Absurde geführt: „Und der Planet der Liebe wird die Erde sein und die Sonne wird sich um uns drehn.“
Der hymnische Refrain wird innerhalb des Liedes zweimal wiederholt, einmal jedoch heißt es dann nicht wie im Intro Es kommt die Zeit…, sondern Das wird die Zeit…. Der erste Refrain folgt nach der Überleitung. Nach der zweiten Strophe, die mit dem widersprüchlichen Satz beginnt: „Es wird einmal zu schön um wahr zu sein.“ und mit der Aussage endet „Es wird die Wiederauferstehung vom heiligen Geist und die vom Weihnachtsmann“ wird der Refrain zweimalig wiederholt. In der Coda erfolgt erneut die Aufforderung: „Wünsch Dir was. Wünsch Dir was. Wünsch Dir was. Komm und wünsch Dir was.“

## Interpretation
Zur Interpretation des Textes schrieb Thomas Klie 1997 im religionspädagogischen Magazin Loccumer Pelikan, dass Die Toten Hosen in Wünsch Dir was „ihre eschatologische Vision als eine Mixtur aus allgemein-religiösen Jenseitsphantasien“ entwerfen. Weiter stellt Klie fest, dass „bezeichnend für die Zukunftsvision ist, daß hier nicht wie im frühen Punk-Rock eine Gesellschaftsutopie entworfen wird, sondern sie nimmt vielmehr in prophetischer Schau als Bild eines universellen Friedensreiches Gestalt an.“
Campino äußerte sich im Gespräch mit Jan Weiler im Jahr 2007 zu Wünsch Dir was: „Das Lied war eigentlich ironisch gemeint, aber die Leute haben es oft nicht so interpretiert. Also habe ich mir gesagt: Bitteschön, wenn denen das Mut macht, ist es auch okay.“

## Musik
Bei der ersten Aufnahme ist das Stück mit zwei E-Gitarren, E-Bass und Schlagzeug instrumentiert, gespielt von Andreas von Holst, Michael Breitkopf, Andreas Meurer und Wolfgang Rohde. Campino ist der Sänger im Vordergrund, wobei den Refrain alle Bandmitglieder gemeinsam singen. In der mehrstimmigen Coda begleitet zusätzlich der Kinderchor, der schon im Intro zu hören ist.
Das vier Minuten und fünfzehn Sekunden lange Musikstück besteht aus zwei Einleitungen, der ersten Strophe mit Überleitung, einer Bridge, der zweiten Strophe, dem Refrain und einer Coda. Nach der melodischen Einleitung durch die Kinderstimmen, folgen einige Takte der Begleitgitarren die einen treibenden Sound mit staccato gespielten Noten im Achtel-Rhythmus vorgeben, der weiterhin in den Strophen im Hintergrund zu hören ist. Die Strophen trägt Campino eher rhythmisch vor, als dass er singt.
Eine Version von Wünsch DIR was mit akustischen Instrumenten, arrangiert von Hans Steingen entstand unter anderen 2005 für die Reihe MTV Unplugged. Neben den Gitarren, der Bassgitarre und dem Schlagzeug, das inzwischen Vom Ritchie übernommen hatte, wurde die Band bei den Veranstaltungen im Wiener Burgtheater von den Gastmusikern Esther Kim am Klavier und Raphael Zweifel am Cello unterstützt.

## Veröffentlichungen

### Lied

Single Wünsch DIR was

Wünsch DIR was wurde im Sommer 1993 vom Album Kauf MICH als Single ausgekoppelt. Die B-Seite enthält die Musikstücke Krieg und Frieden, Im Namen des Herrn und Wahre Liebe. Die Single stieg am 28. Juni 1993 in die deutschen Charts ein, verweilte dort zehn Wochen und erreichte als Höchstplatzierung Rang 28. Wünsch DIR was befindet sich auf den Kompilationen Reich & sexy, die im selben Jahr veröffentlicht wurde, und All die ganzen Jahre aus dem Jahr 2011. Eine Interpretation des Stückes mit akustischen Instrumenten wurde auf dem Album Nur zu Besuch aus dem Jahr 2005 veröffentlicht. Weitere Liveversionen des Songs erschienen 1996 auf dem Album und der DVD Im Auftrag des Herrn, 1999 auf der VHS Die Toten Hosen und die Roten Rosen live 1998 – Wir warten auf’s Christkind, auf der DVD Rock am Ring 2004 – Live und der DVD Hals + Beinbruch – Live bei Rock am Ring 2008, auf dem Album Machmalauter Live aus dem Jahr 2009, auf der DVD Noches como Estas – Live in Buenos Aires aus dem Jahr 2012 und auf dem Doppelalbum Der Krach der Republik aus dem Jahr 2013.

### Musikvideo
Das Musikvideo zum Lied entstand im Jahr 1993 unter der Regie von Hans Neleman. Der Schwarzweißfilm wurde im New Yorker Vergnügungspark auf Coney Island gedreht und zeigt Zirkusleute, die ihre kuriosen Talente zur Schau stellen. Die Bandmitglieder sind bei der Fahrt auf einer Achterbahn zu sehen. Das Video befindet sich auf der DVD Reich & sexy II, die im Jahr 2002 herausgebracht wurde.

### Einfluss
Die Band Genetikk verwendete die Kinderchorsequenz aus der Einleitung im Jahr 2015 für ihren gleichnamigen Hip-Hop-Song. Am 25. Oktober 2019 veröffentlichte die HipHop-Band Antilopen Gang, die bei der Plattenfirma JKP unter Vertrag steht, ihre Single Wünsch dir nix mit dazugehörigem Videoclip. Am Ende dieses Songs kommt die Gesangszeile vor: „Es kommt nie die Zeit, es gab sie auch nie, in der das Wünschen wieder hilft.“ Ende 2019 coverte das DJ-Duo Gestört aber geil die melodische Einleitung des Kinderchores und untermalte den Titel mit Technoklängen.